# رابینسون کروزوئه
رابینسون کروزوئه یا رابینسون کروسو (به انگلیسی: Robinson Crusoe) مشهورترین رمان نویسنده انگلیسی دانیل دِفو است که در سال ۱۷۱۹ منتشر شد. این کتاب یک خودزندگینامه منحصربه‌فرد روحانی و خیالی است که لقب «پدر رمان انگلیسی» را برای خالقش به ارمغان آورد. قهرمان داستان، که نام او بر این رمان نهاده شده، زندگی مرفه خود در بریتانیا را برای مسافرت در دریاها رها می‌کند. پس از اینکه از یک کشتی شکستگی جان سالم به در می‌برد، ۲۸ سال را در یک جزیره و اغلب به تنهایی به گذران زندگی می‌پردازد تا آنکه زندگی یک بومی وحشی آن جزیره را نجات داد و نام «جمعه» بر وی نهاد. این دو سرانجام آن جزیره را به مقصد بریتانیا ترک می‌کنند. دفو شاید بخشی از کتابش را بر اساس تجارب واقعی یک ملوان اسکاتلندی به نام الکساندر سِلکرک نگاشته باشد که به سال ۱۷۰۴ پس از ستیز با ناخدای کشتی، وی را به درخواست خودش در ساحل جزیره‌ای خالی از سکنه (جزیرهٔ رابینسون کروزوئه در نزدیکی شیلی) رها کردند.
بسیاری از مورخان رابینسون کروزوئه را که از دوران نگارش خود در قرن هجدهم میلادی تاکنون، از پرخواننده‌ترین و بحث‌انگیزترین کتاب‌های عالم بوده، سرآغاز «رمان بورژوایی» یا «رمان مدرن» می‌دانند و با توجه به ادامه شاخصه‌های ساختاری، سبکی و محتوایی این کتاب در رمان بعدی اروپای غربی، نظریه مورخانی را که دن کیشوت، اثر سروانتس را سرآغاز رمان می‌دانند، رد می‌کنند.
بسیاری از نویسندگان و متفکران بزرگ دنیا از جنبه‌های مختلف به تحلیل این اثر پرداخته‌اند. ژان ژاک روسو، فیلسوف فرانسوی با تحسین این رمان در کتاب خود «امیل»، آرزو می‌کند که رابینسون کروزوئه را «همه جوانان بخوانند تا زندگی در آزادگی و سادگی و سازندگی را بیاموزند».
کارل مارکس، جزیره رابینسون کروزوئه را چون «مدل اقتصاد مدرن فردگرای جامعه بورژوازی» تحلیل می‌کند و معتقد است قهرمان کتاب، را «نماد بورژوازی» در نخستین دوره سرمایه‌داری و نماد استعمارگرانی است که در جستجوی مواد اولیه، بازار و نیروی کار ارزان، بخشی مهمی از جهان را فتح کرده‌اند و با صدور مناسبات اقتصادی اجتماعی خود، این مناطق را به مستعمره خود تبدیل می‌کنند. در رمان مشاهده می‌شود که رابینسون کروزوئه جزیره را به سبک استعمارگران بریتانیایی فتح کرده و به تملک خود درمی‌آورد. در آن خانه و قلعه و سلاح می‌سازد، یکی از بومیان را نجات می‌دهد، او را نامگذاری می‌کند، مفهوم پول و مبادله را به او یاد می‌دهد، او را به خدمت می‌گیرد و بر او فرمان می‌راند. به این ترتیب رابینسون کروزوئه طبیعت را به ابزار و کالا و آدمیان را به نیروی کار بدل می‌کند.

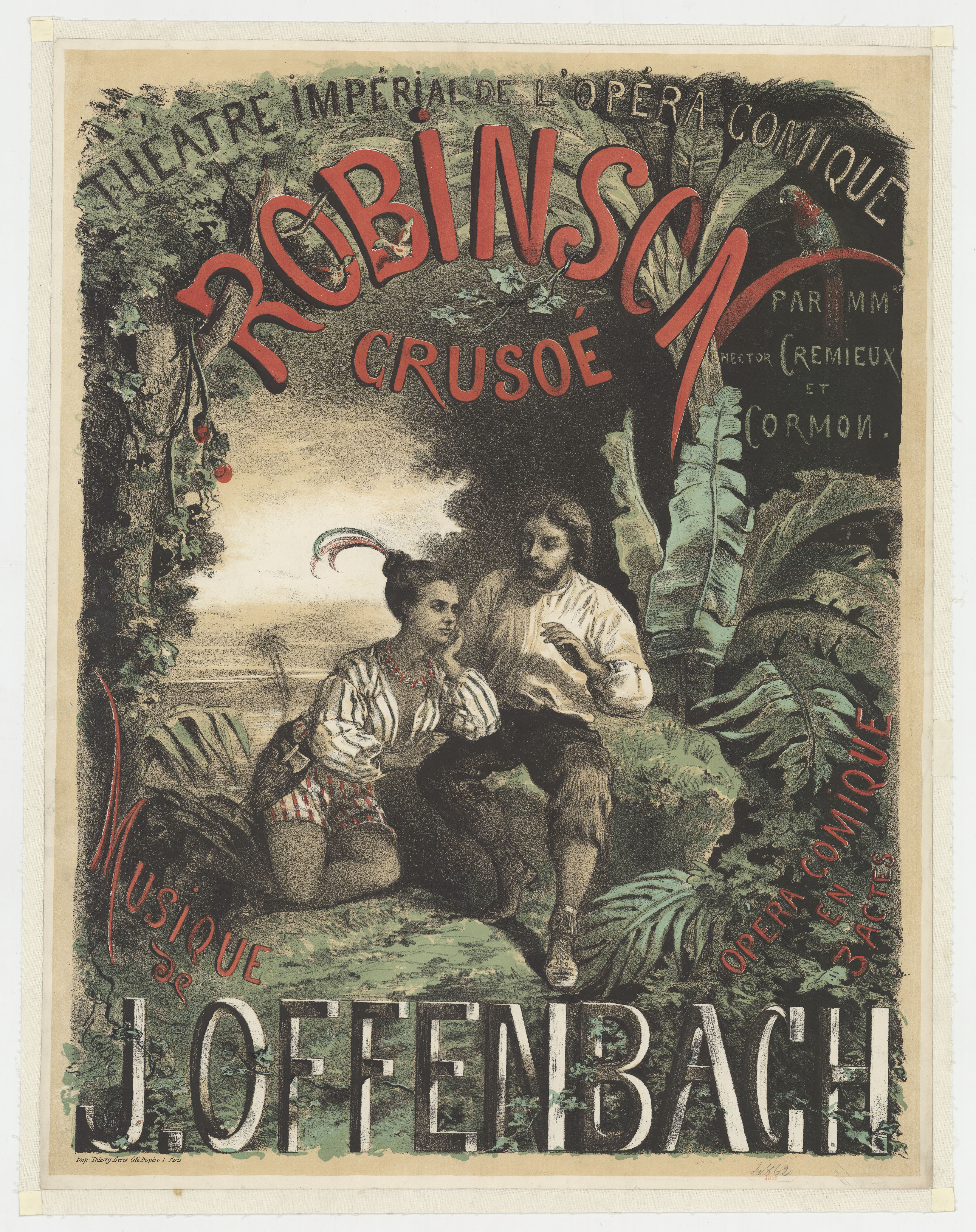

جیمز جویس، نویسنده ایرلندی هم که بسیار به این کتاب علاقه داشت به ستایش ارزش‌های ادبی کتاب پرداخته اما با این ایده موافق است که قهرمان داستان نمونه تیپیک استعمارگران کلاسیک به‌شمار می‌رود.
ادوارد سعید، متفکر فلسطینی‌الاصل هم رابینسون کروزوئه را از نخستین نمونه‌های «ادبیات استعماری» توصیف کرده و معتقد است که دوفو در این اثر ذهنیت استعمارگران انگلیسی دوران خود را به خوبی به تصویر کشیده است.
انتشار این رمان مربوط به دورانی می‌شود که با وقوع انقلاب صنعتی، آغاز دوران سرمایه‌داری و پیدایش طبقه متوسط شهری، جامعه اروپای غربی در حال تحول فرهنگی مهمی بود و همین موضوع بازار رمان‌هایی را داغ کرده بود که قهرمانان آن‌ها به قصد کشف ناشناخته‌ها به فتح جهان می‌رفتند. خلق شخصیت‌های جاندار، دیالوگ‌های پربار، فضاهای زنده، پیرنگ‌های جذاب و گره‌افکنی‌های پرکشش، از خصوصیات رمان آن دوران بود و رابینسون کروزوئه از بهترین نمونه‌های این ژانر بود.
این کتاب به نثر انگلیسی قرن هجدهم نگاشته شده و دقت و فضاسازی‌های رئالیستی و شخصیت پردازی‌های استادانه مرسوم در رمان‌های مدرن آن روزگار با ضرباهنگ پرشتاب و درون کاوی در رمان‌های ماجراجویانه اسپانیائی آن دوران ترکیب شده است.
این رمان با موفقیت بسیاری در انگلستان و دیگر کشورهای اروپایی روبرو شد و دفو در رمان دیگری ادامه ماجراهای کروزوئه را نگاشت. اجراها و فیلمهای سینمایی بسیاری تا به امروز بر اساس این کتاب ساخته و کتابهای بسیاری به پیروی از آن نوشته شده است، که از آن جمله کتاب خانواده سوئیسی رابینسون به قلم یوهان ویس می‌باشد.